# NGC 509
NGC 509 je galaksija u zviježđu Ribe.

## Vanjske poveznice
- SEDS: NGC 0509